# Jack Finney
Jack Finney (Milwaukee, Wisconsin, 2 d'octubre de 1911 - Greenbrae, Califòrnia, 14 de novembre de 1995) fou un escriptor estatunidenc. Les seves obres més conegudes són d'acció i de ciència-ficció, com Ara i sempre o The Body Snatchers (duta al cinema l'any 1956 amb Invasion of the Body Snatchers i els seus remakes posteriors).

## Biografia
Finney va graduar-se el 1934 al Knox College de Galesburg (Illinois). Va casar-se amb Marguerite Guest, amb qui va tenir dos fills: Kenneth i Marguerite. Va treballar en una agència de publicitat a Nova York. Més endavant, als anys cinquanta, va traslladar-se amb tota la família a Califòrnia, on va viure fins a la seva mort. Va viure al municipi de Mild Valley i va morir finalment a Greenbrae amb 84 anys a causa d'una pneumònia i d'un emfisema pulmonar.

## Obres
- Someone Who Knows Told Me… (desembre de 1943)
- The Widow's Walk (juliol de 1947)
- Breakfast in Bed (maig de 1948)
- The Little Courtesies (juny de 1949)
- A Dash of Spring (juny de 1949)
- I Like It This Way(juny de 1950)
- My Cigarette Loves Your Cigarette (setembre de 1950)
- Such Interesting Neighbors (gener de 1951)
- One Man Show (juny de 1951)
- I'm Scared (setembre de 1951)
- It Wouldn't be Fair (novembre de 1951)
- Obituary (amb C.J. Durban) (febrer de 1952)
- Quit Zoomin' Those Hands Through the Air (desembre de 1952)
- Five Against the House (1954)
- Of Missing Persons (1955)
- The Body Snatchers (1955)
- Man of Confidence (setembre de 1955)
- Second Chance (abril de 1956)
- Telephone Roulette: A Comedy in One Act (1956)
- Contents of the Dead Man's Pocket (juny de 1956)
- The House of Numbers (1957)
- The Third Level (1957)
- Assault on Queen Mary (1959)
- The Love Letter (1 d'agost de 1959)
- The U-19’s Last Kill (del 22 d'agost de 1959 fins al 26 de setembre de 1959)
- The Other Wife (30 de gener de 1960)
- An Old Tune (octubre de 1961)
- Old Enough for Love (maig de 1962)
- The Sunny Side of the Street (octubre de 1962)
- Hey, Look at Me! (1962)
- Lunch Hour Magic (1962)
- Time Has No Boundaries (13 d'octubre de 1962)
- Where the Cluetts Are (1962)
- Good Neighbor Sam (1963)
- I Love Galesburg in the Springtime (1963). Recull de contes.
- This Winter's Hobby: A Play (1966)
- The Woodrow Wilson Dime (1968)
- Time and Again (1970)
- Marion's Wall (1973)
- The Night People (1977)
- Forgotten News: The Crime of the Century and Other Lost Stories (1983)
- About Time (1986). Recull de contes.